# 渡邊香
渡邊香（本名相同，藝名：渡邊，1969年7月16日—），日本女歌手。

## 來歷
- 早年於TBS綠山塾時期接受過歌聲、芝居、舞蹈的訓練，從塾生時期開始主要在TBS播出的電視劇參演。
- 從TBS綠山塾畢業後，進入一般音樂教室繼續受訓，直到在LiveHouse『Amtrak』舉辦現場演唱才全面投入歌壇。1998年4月，在一時風靡的當紅戀愛模擬遊戲《青澀之戀》的改編電視動畫包下片頭主題歌曲和片尾主題歌曲主唱獲得拔擢，並於首次亮相之下成為她廣為人知的代表歌曲。
- 1999年，獲纖維維製品企業Renown（日语：レナウン (企業)）的邀請擔任活動禮儀小姐（日语：キャンペーンガール）進行展開全國性的企業宣傳活動。
- 2000年代以後，與獨唱事業並行，主要在汽車展覽、電玩展等從事廣播指南和活動主持人的工作。

（以上出自於渡邊香的官方個人網站Candy Pot Annex）

## 逸事
由於渡邊她的出道歌曲『天使』和『Keep On Smile』被一時風靡的當紅戀愛模擬遊戲《青澀之戀》改編電視動畫選為片頭主題歌曲和片尾主題歌曲使用，並多次與遊戲中登場角色配音員所組成的多人聲優組合SG Girls合作之下，被少數的粉絲戲稱她是「SG Girls的第13位成員」。

## 腳註

## 外部連結
- Candy Pot Annex （日語）－渡邊香的官方個人網站（2016年2月3日的檔案館）。